# Гірченко Євдокія Іванівна
Євдокія Іванівна Гірченко (? — ?) — українська радянська діячка, вчителька школи села Шаповалівки Борзнянського району Чернігівської області. Депутат Верховної Ради СРСР 3-го скликання.

## Життєпис
Освіта вища.
На 1950 рік — вчителька школи села Шаповалівки Борзнянського району Чернігівської області.